# Лисевич Михайло Васильович
Михайло Васильович Лисевич (нар. 27 вересня 1959, с. Креховичі Рожнятівського району Івано-Франківської області, Україна) — український педагог, журналіст, редактор, громадський діяч. Заслужений журналіст України (2016). Всеукраїнська журналістська премія «Золоте перо» (1991).

## Життєпис
Закінчив філологічний факультет Львівського університету (1982, нині національний університет).
Працював учителем української мови та літератури у с. Замочок Жовківського району на Львівщині.
Від 1987 — у Тернополі  — в редакції газети «Ровесник» і «Західна Україна»: від кореспондента — до головного редактора. У 1990-х відкрито підтримував національне відродження.
У 2000—2005 — в Тернопільській ОДА: заступник, начальник управління з питань туризму.
Від 2005 — директор ПП «Ґранд Тур Тернопіль». Від січня 2006 — начальник управління з питань туризму Тернопільської ОДА.
У 2013—2016 — виконувач обов'язків редактора, від жовтня 2016 — заступник головного редактора газети «Свобода».
Ініціатор, співавтор проекту туристично-інформаційного довідника «Земля Тернопільська», довідників «Тернопільщина туристична — земля невідома» та «Печери Тернопільщини»; фільмів «Дари і святині», «Мандрівка Дністровським каньйоном», «Вертеба», «Там, де боги мед беруть», «Горошівський фестиваль Маланія».
На думку журналістів газети «Свобода», оскільки ще в травні 2016 року Тернопільські обласна рада і облдержадміністрація вийшли зі складу співзасновників видання, рішення сесії облради від 22 вересня 2016 року про зняття з посади виконувача обов'язків головного редактора Михайла Лисевича і призначення на цю посаду Віктора Уніята є незаконним. Внаслідок цього п. Лисевич потрапив до лікарні з гіпертонічним кризом.